# Peter Pan
Peter Pan è un personaggio letterario creato da J. M. Barrie nel 1902, che compare per la prima volta nel romanzo L'uccellino bianco e poi in altre opere dello stesso autore come la pièce teatrale Peter Pan. Il bambino che non voleva crescere (1904, che poi venne riscritta e pubblicata come romanzo nel 1911) e nel romanzo Peter Pan nei Giardini di Kensington (1906). Il personaggio appare in numerose altre produzioni di varia natura (film, cartoni animati, fumetti), e nel relativo merchandising. Ritratto come un ragazzino dallo spirito libero e dispettoso che sa volare e non cresce mai, Peter Pan trascorre una interminabile infanzia vivendo avventure sulla mitica Isola che non c'è come leader dei Bimbi Sperduti, interagendo con fate, pirati, sirene, nativi americani e occasionalmente bambini comuni provenienti dal mondo esterno all'Isola che non c'è.
Peter Pan è diventato un'icona culturale che simboleggia l'innocenza giovanile e l'evasione. Barrie commissionò una statua di Peter Pan allo scultore George Frampton, che fu eretta nei Kensington Gardens durante la notte del 30 aprile 1912 come sorpresa per i bambini di Londra. Altre sei statue sono state fuse dallo stampo originale ed esposte in tutto il mondo. Nel 2002, Peter Pan è apparso su una serie di francobolli britannici emessi dalla Royal Mail in occasione del centenario della creazione del personaggio da parte di Barrie.
L'autore lasciò in eredità i diritti del personaggio a un ospedale pediatrico londinese, il Great Ormond Street Hospital, nel quartiere di Bloomsbury, dove peraltro si troverebbe la casa della famiglia Darling.

## Caratterizzazione del personaggio
Nel romanzo L’uccellino bianco del 1902 viene accennata la prima versione del personaggio, descritto come un neonato di sette giorni; nella successiva piece teatrale del 1904, Peter Pan. Il bambino che non voleva crescere, l'autore lo raffigura come un preadolescente. Dalle due opere sarebbe stato tratto il romanzo Peter Pan nei Giardini di Kensington (1906): la popolarità del personaggio del bambino che non voleva crescere fu tale che l'autore si decise a ripubblicare i capitoli de L’uccellino bianco nei quali Barrie accenna la figura di Peter Pan. L'ultima opera di Barrie nel quale compare è Peter e Wendy (1911).
In Peter Pan nei Giardini di Kensington viene raccontato che il corvo Salomone vive nell'Isola degli Uccelli dove riceve le suppliche di donne che vorrebbero diventare madri; Salomone quindi invia a queste dei volatili i quali diventeranno dei bambini una volta giunti a destinazione. Peter è uno di questi. Accidentalmente la madre adottiva lascia una finestra aperta e lui ne approfitta per volare via per far rientro all'Isola degli Uccelli dove però Salomone gli spiega che ormai è a metà strada tra uccello e bambino e quindi non può più tornare a essere quello che era prima; perde poi anche la capacità di volare e, non sapendo neppure nuotare, è condannato a rimanere per sempre sull'isola. Tuttavia Peter vorrebbe tornare nei Giardini di Kensington e, grazie all'aiuto dei tordi, riesce ad andare e venire dall'isola. Durante uno di questi viaggi impara a suonare il flauto di Pan guadagnandosi il soprannome di Peter Pan.
Nella versione della trasposizione animata della Disney venne caratterizzato come un bambino che trascorre la sua vita di eterna infanzia all'Isola che non c'è. Qui è capo di una banda di Bambini Perduti, in compagnia di sirene, indiani, fate e pirati; occasionalmente incontra bambini nel mondo reale. Peter nasce in un'isola sita al centro del lago di Kensington, a Londra. I Bambini Perduti (e non "Sperduti", siccome: to lose, lost, lost = perdere) sono "i bambini che cadono dalla carrozzina quando la loro bambinaia non fa attenzione. Se nessuno li reclama entro sette giorni, vengono mandati all'Isola che non c'è".
Nel film Disney del 1953, Peter indossa un abito composto da una tunica verde a maniche corte, dei collant apparentemente fatti di stoffa e un berretto con una piuma rossa. Ha orecchie a punta da elfo, occhi castani e capelli rossi. Nel film Hook - Capitan Uncino del 1991 è rappresentato, in versione adulta, con occhi blu e capelli castano scuro ed il suo abbigliamento ricorda il vestito Disney (meno il cappello). Nel film Peter Pan del 2003 è rappresentato con capelli biondi, occhi verdi, piedi nudi e un costume fatto di foglie e viti (caratterizzazione che possiede in varie versioni delle illustrazioni del libro).
Il motivo per cui nel film Disney ha le orecchie a punta é perché Walt Disney voleva rappresentarlo come meno umano.

## Personalità
Peter è uno stereotipo esagerato del ragazzo vanaglorioso, avventuroso, noncurante e spensierato. Sostiene la propria grandezza, anche quando tali affermazioni sono discutibili (come congratularsi con sé stesso quando Wendy ha riattaccato la sua ombra). Nella commedia e nel romanzo, Peter incarna la spensieratezza dell'infanzia, il piacere di avventure immaginarie e spesso violente senza preoccupazione o comprensione del pericolo reale, ed è descritto come smemorato ed egocentrico. Ha difficoltà a ricordare le cose e le dimentica facilmente per mantenere il suo "stupore infantile", e fa sempre quello che vuole, poiché vive senza alcuna vera responsabilità, motivo per cui ha paura di diventare vecchio e di vivere nel mondo pieno di regole e limiti degli adulti.
Peter ha un atteggiamento disinvolto e spensierato, ed è coraggioso, audace e arrogante quando si tratta di mettersi in pericolo. Barrie scrive che quando Peter pensò che sarebbe morto alla Roccia dei Naufraghi, si sentì spaventato, eppure provò solo un brivido. Con questo atteggiamento spensierato, dice: "Morire sarebbe una grande avventura". Si preoccupa per Wendy Darling, ma riesce a vederla solo come una figura materna, invece di una dolce metà. Barrie attribuisce questo all'"enigma del suo stesso essere". Nella commedia, il narratore invisibile e senza nome riflette su cosa sarebbe potuto accadere se Peter fosse rimasto con Wendy, in modo che il suo grido sarebbe potuto diventare: "Vivere sarebbe una grande avventura", "ma non riesce mai a capirci del tutto".
Peter ha un lato malinconico e diffida delle madri perché si è sentito tradito dalla sua madre; nella sua concezione originale, si dice che quando Peter tentò di tornare a casa la finestra era chiusa e sua madre aveva dato alla luce un altro bambino.

## Abilità
La qualità archetipica di Peter è la sua giovinezza senza fine. In Peter e Wendy viene spiegato che Peter deve dimenticare le proprie avventure e ciò che impara sul mondo per rimanere infantile.
La capacità di volare di Peter viene spiegata, ma in modo incoerente. In L'uccellino bianco, è in grado di volare perché si dice che sia in parte uccello. Nella commedia e nel romanzo, insegna ai bambini Darling a volare usando una combinazione di pensieri felici e polvere di fata.
Peter, quando presente, ha un effetto sull'intera Isola che non c'è e sui suoi abitanti. Barrie afferma che sebbene appaia diversa a ogni bambino, l'isola "si sveglia" quando Peter torna dal suo viaggio a Londra. Nel capitolo La laguna delle sirene (sempre del libro Peter e Wendy), Barrie scrive che non c'è quasi nulla che Peter non possa fare. È un abile spadaccino, rivaleggiando anche con Capitan Uncino, a cui ha tagliato la mano in un duello. Ha una vista e un udito straordinariamente acuti. È abile nel mimetismo, copiando la voce di Uncino e il ticchettio dell'orologio del coccodrillo.
Peter ha la capacità di immaginare che le cose esistano ed è in grado di percepire il pericolo quando è vicino.

## Allusioni culturali
Il nome del personaggio deriva da due fonti: Peter Llewelyn Davies, uno dei cinque figli di Sylvia Llewelyn Davies che hanno ispirato la storia, e Pan, una divinità minore della mitologia greca che suona il flauto alle ninfe ed è in parte umano e in parte capra. Questo è menzionato nelle opere di Barrie dove Peter Pan suona il flauto omonimo e cavalca una capra. Il dio Pan rappresenta la Natura o lo stato naturale dell'Uomo in contrasto con la Civiltà e gli effetti dell'educazione sul comportamento umano, e sperimentò un significativo risveglio di interesse tra artisti, poeti e romanzieri inglesi durante il periodo edoardiano.
Inoltre un'altra ispirazione fu il fratello di Barrie, David, deceduto prima di compiere quattordici anni, rimasto eternamente giovane nei cuori della famiglia.
Peter Pan è uno spirito libero, essendo troppo giovane per essere gravato dagli effetti dell'istruzione o per avere un'idea adulta della responsabilità morale. In quanto "intermedio", che sa volare e parlare la lingua delle fate e degli uccelli, Peter è in parte animale e in parte umano. Secondo la psicologa Rosalind Ridley, confrontando il comportamento di Peter con gli adulti e con altri animali, Barrie solleva molte domande post-darwiniane sulle origini della natura e del comportamento umano. Come "il ragazzo che non vorrebbe crescere", Peter mostra molti aspetti degli stadi di sviluppo cognitivo visti nei bambini e può essere considerato come il ricordo di Barrie di sé stesso da bambino, essendo allo stesso tempo deliziosamente infantile e  solipsistico.

## Trasposizioni in altri media

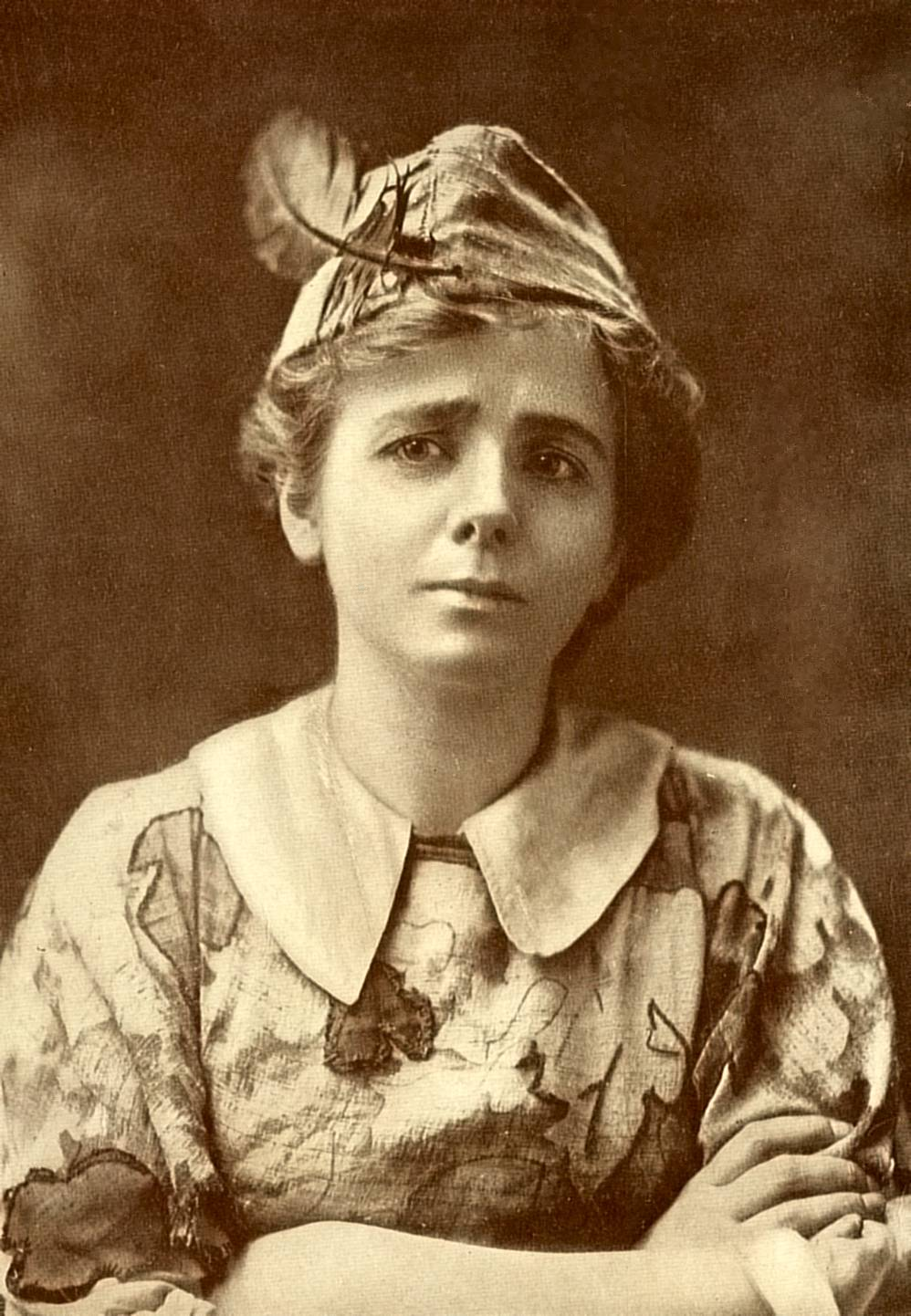
Maude Adams, la prima interprete di Peter Pan a Broadway (1905).

### Teatro
- Peter Pan. Il bambino che non voleva crescere - spettacolo teatrale (GB, 1904), con Nina Boucicault (Peter Pan), Gerald du Maurier (Capt. Hook), Hilda Trevelyan (Wendy). - Nella produzione originale londinese, apertasi il 27 dicembre 1904 al Duke of York Theatre, il ruolo del protagonista (maschile) fu affidato all'attrice Nina Boucicault, figlia del drammaturgo Dion Boucicault, secondo le convenzioni teatrali dell'epoca. Il successo fu così clamoroso che l'opera fu ripetuta per 105 rappresentazioni fino al 5 aprile 1905, per poi essere ripresa numerose volte fin dal dicembre dello stesso anno.[21]
- Peter Pan - spettacolo teatrale (USA, 1905), con Maude Adams (Peter Pan), Ernest Lawford (Capt. Hook), Mildred Morris (Wendy), Walter Robinson (John), Martha McGraw (Michael) - Anche nella produzione originale di Broadway, che conobbe 223 rappresentazioni tra il novembre 1905 e il maggio 1906, e altre quaranta tra il dicembre 1906 e il gennaio 1907, il ruolo di protagonista fu affidato all'attrice veterana di Broadway Maude Adams, la quale continuerà per oltre dieci anni a interpretare il ruolo nelle riprese del 1912-13 e del 1915-16.[22]
- Peter Pan, il musical - musical teatrale (Italia, 2006), con Manuel Frattini che ha interpretato il personaggio dal 2006 al 2011.

### Narrativa
- Peter Pan nei Giardini di Kensington (GB, 1906) di J. M. Barrie, illustrato da Arthur Rackham - Storia delle origini di Peter Pan, estratta da L'uccellino bianco (1902).
- The Peter Pan Picture Book (GB, 1907) di Daniel O' Connor, illustrato da Alice B. Woodward - Si tratta di un primo breve adattamento romanzato dell'opera teatrale di Barrie, oltre che della prima versione illustrata della storia. Pubblicato anche come The Story of Peter Pan.
- Peter e Wendy - romanzo (GB, 1911) di J. M. Barrie, illustrato da Francis Donkin Bedford - Barrie continuò a rivedere la trama della storia per anni, dopo il suo debutto avvenuto in teatro, e solo a questo punto ritenne di esserne pronto a darne la versione definitiva in forma di romanzo. Non per questo cessò l'opera di limatura del testo teatrale che fu pubblicato in versione definitiva solo nel 1928,in questa versione cartacea verrà aggiunto anche il finale alternativo intitolato "Quando Wendy crebbe. Un ripensamento".[21]
- Peter Pan and Wendy (GB 1915) di May Byron - Ulteriore adattamento romanzato autorizzato da Barrie, in seguito illustrato nel 1921 da Mabel Lucie Attwell. Fu la prima volta in cui venne adottata questa forma del titolo, successivamente riutilizzata spesso anche per il romanzo di Barrie.
- Peter Pan: Sfida al Pirata Rosso (Peter Pan in Scarlet) (GB 2006) - sequel ufficiale pubblicato sotto il consenso degli eredi di Barrie e del Great Ormond Street Hospital.

### Cinema
- Peter Pan (1924) - film muto (USA, 1924), diretto da Herbert Brenon, con Betty Bronson (Peter Pan), Ernest Torrence (Capt. Hook), Mary Brian (Wendy), Jack Murphy (John), Philippe De Lacy (Michael).[23] Secondo la tradizione nelle rappresentazioni teatrali dell'epoca il personaggio di Peter Pan è affidato a una giovane attrice Betty Bronson, scelta personalmente dall'autore J. M. Barrie per la prima versione cinematografica dell'opera.
- Le avventure di Peter Pan (Peter Pan) - film d'animazione (USA, 1953), diretto da Clyde Geronimi, Wilfred Jackson e Hamilton Luske. Nella versione della Disney, Peter Pan è doppiato da Bobby Driscoll nella versione originale, mentre in quella italiana gli hanno prestato la voce Corrado Pani (doppiaggio originale del 1953) e Giorgio Borghetti (ridoppiaggio del 1986).
- Peter Pan (1976)- versione musical televisiva.
- Peter Pan (Питер Пэн) (Unione Sovietica, 1987), musical sovietico televisivo in due parti girato negli studi bielorussi Belarusfilm.
- Peter Pan (Australia, 1988), mediometraggio direct-to-video prodotto dalla Burbank Films Australia.
- Hook - Capitan Uncino (Hook, 1991), regia di Steven Spielberg; Peter Pan qui è diventato adulto, vive a Londra e ha perso i suoi ricordi d'infanzia, ma si ricorda di tutto quando l'acerrimo nemico (Capitan Uncino) torna di nuovo per rapire i suoi figli.
- Shrek (2001), regia di Andrew Adamson e Vicky Jenson- Peter Pan compare ad inizio film per vendere Trilli alle guardie di Farquaad.
- Peter Pan - Ritorno all'Isola che non c'è (Return to Never Land) - film d'animazione (USA, 2002), diretto da Robin Budd e Donovan Cook. Il film è il sequel del film della Disney Le avventure di Peter Pan.
- Peter Pan (2003), regia di P.J. Hogan. In cui viene approfondito il rapporto tra Peter e Wendy.
- Neverland - Un sogno per la vita (Finding Neverland, 2004), regia di Marc Forster.
- Pan - Viaggio sull'Isola che non c'è (Pan, 2015), regia di Joe Wright.
- Peter Pan: The Quest for the Never Book (2018), regia di Chandrasekaran.
- Alice e Peter (Come Away), regia di Brenda Chapman (2020).
- Wendy (Wendy), regia di Benh Zeitlin (2020).
- Peter, Wendy e le ragazze perdute ( The Lost Girls), regia di Livia de Paolis.
- Cip & Ciop agenti speciali (Chip 'n Dale Rescue Rangers) regia di Akiva Schaffer (2022); qui il personaggio è l'antagonista principale del film, che però nessuno vuole più per lavorare in quanto è diventato grande e adolescente ed è diventato un famigerato boss del crimine e il capo della Banda della Valle, chiamato Sweet Pete, dopo essere stato licenziato e cacciato da Hollywood. Per vendicarsi ha costruito una mostruosa macchina in grado di alterare i cartoni per poi rapirli e costringerli a recitare in film copiati, ma alla fine viene fermato e sconfitto da Cip e Ciop.
- Peter Pan & Wendy (2023), regia di David Lowery - adattamento della versione animata Le avventure di Peter Pan del 1953.
- Peter Pan- Incubo nell'Isola che non c'è  (2025)- rivisitazione horror che fa parte del franchise The Twisted Childhood Universe.

### Televisione e serie
- Peter Pan (1989), episodio 20 della serie anime Funky Fables.
- Nel 1989 è stata prodotta una serie televisiva di animazione giapponese sul personaggio, intitolata Peter Pan (Peter Pan no bōken), nell'ambito del progetto World Masterpiece Theater della Nippon Animation.
- La serie animata Nel covo dei pirati con Peter Pan prodotta da Fox nel 1990, racconta diverse avventure inedite di Peter Pan e i suoi amici.
- Peter appare anche nella serie televisiva Wendy: Never Say Never con Meaghan Jette Martin (2011, 6 episodi) ed è interpretato da Tyler Blackburn.
- Neverland - La vera storia di Peter Pan - miniserie televisiva in 2 episodi prodotta nel 2011, prequel, basata sulla reinterpretazione della storia di Peter Pan.
- Nella serie televisiva C'era una volta (2011-2018) a partire dalla seconda stagione viene introdotta l'Isola che non c'è con i personaggi di Capitan Uncino, Spugna e i Bambini Perduti. La terza stagione sancisce l'entrata in scena di Peter Pan (interpretato da Robbie Kay) ribaltando completamente la sua figura: diventando antagonista principale della prima parte della terza stagione, della fata Campanellino e di Wendy.
- Jake e i pirati dell'Isola che non c'è (2011-2016), serie animata basata sul franchise Disney Peter Pan.
- Nel 2012 esce la serie animata Le nuove avventure di Peter Pan, con 52 episodi in 2 stagioni.
- Nella serie animata italiana World of Winx (2018) appare Matt Barrie, il figlio di Peter Pan.

### Videogiochi
Videogiochi su Peter Pan. 

### Videogiochi basati su Peter Pan
1. Peter Pan (1984, ZX Spectrum) – Videogioco d'avventura testuale con elementi grafici pubblicato da Hodder & Stoughton.
2. Peter Pan (1988, DOS/Amiga/Atari ST) – Avventura grafica educativa prodotta da Coktel Vision.
3. Peter Pan and the Pirates (1991, NES) – Platform ispirato alla serie animata Fox's Peter Pan & the Pirates, pubblicato da THQ.
4. Hook (1992, Arcade, SNES, Genesis, Sega CD, Game Boy, PC, Amiga) – Serie di adattamenti ispirati al film omonimo diretto da Steven Spielberg. Diverse versioni con gameplay differenti: platform, beat 'em up e avventura.
5. Peter Pan: A Story Painting Adventure (1993, DOS/Mac) – Avventura educativa per bambini, focalizzata sulla narrazione e l’interazione creativa.
6. La Rivincita dei Cattivi (1999,Disney), L'Isola che non c'è è uno dei quattro mondi da salvare.
7. Peter Pan: Return to Neverland (2002, GBA) – Tie-in dell’omonimo film Disney, in stile platform side-scroller.
8. Peter Pan: Adventures in Never Land (2002, PlayStation/PC) – Videogioco platform d'azione pubblicato da Ubisoft.
9. Peter Pan: The Legend of Never Land (2002, PlayStation 2) – Videogioco d’azione/avventura 3D sviluppato da Blue52, pubblicato solo in Europa e Giappone.
10. Peter Pan: The Motion Picture Event (2003, GBA) – Videogioco basato sul film live-action Peter Pan (2003), sviluppato da Saffire.
11. Peter Pan (2007, PlayStation 2) – Videogioco 3D prodotto da Phoenix Games, noto per la bassa qualità e distribuito in mercati europei selezionati.
12. Peter Pan’s Playground (2009, Nintendo DS/Wii) – Raccolta di mini-giochi e attività per bambini con ambientazione ispirata a Neverland.
13. Okashi na Shima no Peter Pan: Sweet Never Land (2011, PSP) – Visual novel giapponese in stile romantico, mai pubblicata fuori dal Giappone.
14. Peter Pan Puzzle (2014, iOS/Android) – Puzzle game mobile a tema fiabesco.
15. Wonderland: Peter Pan (2019, Android) – Avventura narrativa interattiva con grafica per bambini.
16. Kingdom Hearts (serie, 2002–presente) – Peter Pan e L' Isola che non c'è appaiono come mondo visitabile in vari capitoli (Kingdom Hearts, Chain of Memories, 358/2 Days). Peter Pan è anche un personaggio invocabile.
17. Disney Infinity (serie, 2013–2016) Trilli è un personaggio giocabile. Peter Pan è stato previsto per Disney Infinity 3.0, ma mai pubblicato ufficialmente.
18. Disney Magic Kingdoms (2016, iOS/Android) – Gioco di gestione parco a tema dove è possibile sbloccare Peter Pan, Wendy, Capitan Uncino e altre attrazioni ispirate all’universo Disney.
19. Pixie Hollow (2008–2013, Browser) – MMO ambientato nel mondo delle fate Disney, con Tinker Bell e riferimenti alla mitologia di Peter Pan.

### Fumetti
- Nel 2002 Peter Pan è il protagonista del fumetto omonimo pubblicato dalla Disney. La trama è fedelmente ispirata al cartone animato. In Italia è arrivato nel 2003 in una raccolta di fumetti Disney della collana Oscar Mondadori.
- Dal 1990 al 2004 l'autore francese Regis Loisel ha tratto ispirazione dalla storia di Peter Pan per l'opera, in 6 volumi, dai titoli Londra, Opikanoba, Tempesta, Mani Rosse, Uncino e Destini, pubblicata prima da Phoenix, poi da Magic Press, successivamente da Edizioni BD sotto forma di raccolta dal titolo Peter Pan - L'integrale, ora proposta da Alessandro Editore.

## Influenza culturale

### Musica

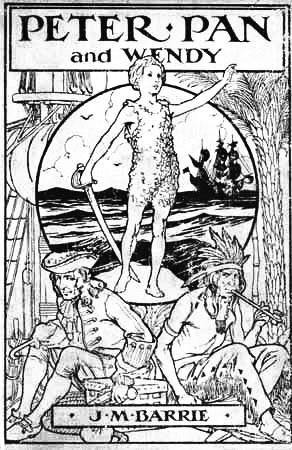
Copertina dell'edizione del 1915 del romanzo di James Matthew Barrie, illustrato da Francis Donkin Bedford.

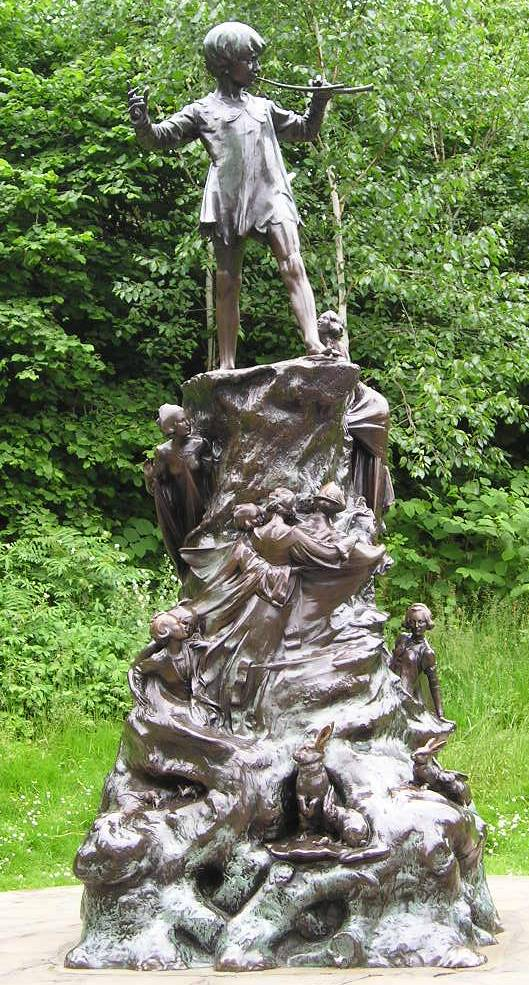
Statua di Peter Pan nei Kensington Gardens di Londra.

- Leonard Bernstein nel 1950 ha composto canzoni e musica di scena teatrale.
- Alla figura del bambino che non voleva crescere, nel 1973 la cantante Patty Pravo ha dedicato la canzone I giardini di Kensington, incisa nell'album Pazza idea, testo italiano originale di Maurizio Monti, cover del brano Walk on the wild side di Lou Reed. Il testo di Monti è completamente un'altra storia.
- Nel 1980 Edoardo Bennato ha realizzato un intero concept album basato su Peter Pan e gli altri personaggi della storia inventata da Barrie, con il titolo Sono solo canzonette.
- Enrico Ruggeri si è occupato del personaggio pubblicando nel 1991 un album dal titolo Peter Pan contenente anche la canzone con il medesimo titolo.
- Nella canzone dei Metallica Enter Sandman del 1991 il ritornello dice: "We're off to never never-land" ("stiamo andando all'isola che non c'è").
- Cristina D'Avena ha cantato due sigle televisive Mediaset riferite al personaggio: Peter Pan e Nel covo dei pirati con Peter Pan.
- Nel 2001 Giorgia nella sua canzone Un sole dentro al cuore contenuta nell'album Senza ali cita: "Dimmi cosa c'è di meglio che volare via come Peter Pan".
- L'album Marbles dei Marillion contiene un brano, Neverland, e diversi riferimenti sparsi nell'intero disco basati sulla storia di Peter Pan.
- Gli All Time Low nel 2012 hanno pubblicato la canzone Somewhere in Neverland, contenente molti collegamenti alla storia di Peter Pan.
- Nel 2014 i Dear Jack hanno fatto la canzone Wendy incisa nell'album Domani è un altro film (prima parte) e contenente molti collegamenti alla storia di Peter Pan.
- Nel 2016 Kelsea Ballerini ha dedicato una canzone intitolata al personaggio.
- Il 6 ottobre 2017 il cantautore Ultimo ha pubblicato il suo primo album d'esordio intitolato Pianeti, all'interno del quale è presente una canzone intitolata Wendy.[24] Nel 2018 Ultimo pubblicò il suo secondo album dedicato interamente alla storia di Peter Pan. All'interno del disco è presente il brano Peter Pan (Vuoi volare con me?) in cui l'artista sogna di vivere un'avventura quanto più simile a quelle di Peter Pan.

### Fumetti
- Tra i vari personaggi dei fumetti, Dylan Dog si è trovato ad avere a che fare con Peter Pan in più occasioni: nell'albo 115 intitolato L'Antro della Belva e successivamente nel 154, Il Battito del Tempo. Nel primo albo si vede come Peter Pan, una volta cresciuti Wendy, John, Michael e tutti i Bambini Perduti, si trovi sempre più solo perché tutte le bambine che ha portato con sé all'Isola che non c'è sono invecchiate e hanno perso la capacità di volare; nel secondo si immagina che la storia abbia un seguito subito dopo l'inseguimento di Capitan Uncino da parte del Coccodrillo. L'isola è stata svuotata di tutti i personaggi che hanno intrapreso altre carriere (in una vignetta si vedono addirittura le sirene che fondano un gruppo musicale diventando le Spice Girls) e tra questi ci sono anche Peter Pan e Campanellino che hanno deciso di vivere sulla Terra mantenendo però il loro aspetto giovane (non solo: Campanellino, per tenerlo sempre con sé, ha fatto un incantesimo alla mente di Peter, lasciandogliela bloccata all'età infantile mentre il suo corpo è quello di un uomo). Gli ex Bambini Perduti, fattisi anziani, sentono una forte invidia per loro e decidono di violentare la fata per riacquistare la loro giovinezza. Solo l'intervento di Dylan Dog può salvare la strage dettata dalla vendetta di Campanellino. C'è anche una sorta di versione punk del personaggio nell'albo 114, La Prigione di Carta in cui un Peter Pan chiamato Peter Punk accompagnato da una Campanellino rocker fa un enigma riguardante Sid Vicious ad alcuni ragazzi prima di ucciderli.
- Anche la serie Martin Mystère si è occupata della vicenda di Peter Pan, in particolare negli albi nn. 85 e 86 (rispettivamente I misteri di Londra e La terra che non c’è) e in seguito la vicenda viene ripresa nell'albo n. 280 ("Ritorno alla terra che non c'è"). Nei primi due albi i protagonisti conoscono Peter Pan oramai invecchiato in quanto ha deciso di abbandonare la sua terra e vivere nel mondo moderno e scoprono che l'Isola che non c'è è in realtà un quartiere di Londra che nell'800 viene isolato tramite muri e recinzioni dal governo inglese. Con il tempo il quartiere viene dimenticato da tutti e i suoi abitanti vivono in una vita immortale. Nell'ultimo albo si scopre invece la vera natura di Peter Pan che sarebbe la reincarnazione di una divinità celtica dei boschi e Campanellino altri non è che il suo spirito guida, rapita da Wendy che così è potuta tornare giovane e affascinante a costo di uccidere Peter e tutti gli abitanti del quartiere dimenticato.

## Gli interpreti del personaggio (teatro, cinema, televisione)
- 1904 – Nina Boucicault in Peter Pan, spettacolo teatrale di James Matthew Barrie, al Duke of York's Theatre di Londra. Produzione originaria.
- 1905 – Maude Adams in Peter Pan, spettacolo teatrale di James Matthew Barrie, all'Empire Theatre di Broadway (New York). Produzione originaria americana.
- 1924 – Betty Bronson in Peter Pan, film muto, regia di Herbert Brenon.
- 1924 – Marilyn Miller in Peter Pan, spettacolo teatrale di James Matthew Barrie, al Knickerbocker Theatre di Broadway (New York). Revival.
- 1928 – Eva Le Gallienne in Peter Pan, spettacolo teatrale di James Matthew Barrie, al Civic Repertory Theatre di Broadway (New York). Revival.
- 1950 – Jean Arthur in Peter Pan, musical di Leonard Bernstein, basato sull'opera teatrale di James Matthew Barrie. Di nuovo a Broadway, presso l'Imperial Theatre. Produzione originaria.
- 1951 – Bobby Driscoll in The Walt Disney Christmas Show, film TV, regia di Robert Florey.
- 1953 – Bobby Driscoll (voce) in Le avventure di Peter Pan (Peter Pan), film d'animazione, prodotto dalla Disney.
- 1954 – Mary Martin in Peter Pan, musical di Mark "Moose" Charlap basato sull'opera teatrale di James Matthew Barrie, regia di Jerome Robbins, al Winter Garden Theatre di Broadway (New York). Produzione originaria.
- 1955 – Mary Martin in Peter Pan, film TV, regia di Clark Jones, ripresa televisiva del musical di Mark "Moose" Charlap.
- 1960 – Mary Martin in Peter Pan, film TV, regia di Vincent J. Donehue.
- 1962 – Fernando Möller in Peter Pan, film TV, regia di Paul Verhoeven.
- 1976 – Mia Farrow / Jill Gascoine (adulta) in Peter Pan, film musicale TV, regia di Dwight Hemion.
- 1979 – Sandy Duncan in Peter Pan, musical di Mark "Moose" Charlap, regia di Rob Iscove, al Lunt-Fontanne Theatre di Broadway (New York). Revival.
- 1987 – Sergey Vlasov in Piter Pen, film TV, regia di Leonid Nechaev.
- 1988 – Jaye Rosenberg (voce) in Peter Pan, film d'animazione.
- 1989 – Noriko Hidaka (voce) in Peter Pan, serie TV anime.
- 1990 – Jason Marsden (voce) in Nel covo dei pirati con Peter Pan, serie d'animazione TV, regia di John Wilson.
- 1990 – Cathy Rigby in Peter Pan, musical di Mark "Moose" Charlap, regia di Fran Soeder, al Lunt-Fontanne Theatre di Broadway (New York). Revival.
- 1991 – Ryan Francis / Robin Williams (adulto) – Hook - Capitan Uncino (Hook), film, regia di Steven Spielberg.
- 1998 – Cathy Rigby in Peter Pan, musical di Mark "Moose" Charlap, regia di Glenn Casale. Al Marquis Theatre di Broadway (New York). Revival.
- 2000 – Cathy Rigby in Peter Pan, film TV, regia di Glenn Casale e Gary Halvorson.
- 2001 – Michael Galasso in Shrek, film d'animazione della Dreamworks Animation.
- 2002 – Blayne Weaver in Peter Pan - Ritorno all'Isola che non c'è (Return to Never Land), film d'animazione, prodotto dalla Disney.
- 2002- presente –Christopher Steele in Kingdom Hearts.
- 2003 – Rick Sparks in Neverland, film, regia di Damion Dietz.
- 2003 – Jeremy Sumpter in Peter Pan, film, regia di P.J. Hogan.
- 2004 – Kelly Macdonald in Neverland - Un sogno per la vita (Finding Neverland), film, regia di Marc Forster.
- 2006-2013 – Manuel Frattini in - Peter Pan il musical, con le musiche di Edoardo Bennato.
- 2011 – Charlie Rowe in Neverland - La vera storia di Peter Pan, miniserie TV, regia di Nick Willing.
- 2012-2018 – Matt Hill in Le nuove avventure di Peter Pan e in Peter Pan: The Quest for the Never Book– serie TV animata e film d'animazione.
- 2012 – Adam Wylie in Jake e i pirati dell' Isola che non c'è ( Jake and the Neverland Pirates) – serie TV animata.
- 2013-2018 – Robbie Kay in C'era una volta (Once Upon a Time) – serie TV, sedici episodi.
- 2014: Allison Williams in Peter Pan Live!, speciale televisivo.
- 2015 – Levi Miller in Pan - Viaggio sull'Isola che non c'è (Pan), film, regia di Joe Wright.
- 2015 –Zak Sutcliffe in Peter and Wendy, regia di Diarmuid Lawrence.
- 2017 – Luca Mannocci in World of Winx– serie TV animata.
- 2020  Jordan Nash in Alice e Peter, regia di Brenda Chapman.
- 2020 – Yashua Mack in Wendy, regia di Benh Zeitlin.
- 2022 – Will Arnett in Cip & Ciop agenti speciali, regia di Akiva Schaffer.
- 2022 – Louis Partridge in Peter, Wendy e le ragazze perdute ( The Lost Girls), regia di Livia De Paolis.
- 2023– Alexander Molony in Peter Pan & Wendy, regia di David Lowery.
- 2025– Martin Portlock in Peter Pan - Incubo nell'isola che non c'è, regia di Scott Chambers.

## Curiosità
I libri in cui il personaggio è protagonista spesso vengono fusi in un unico libro, intitolato semplicemente "Peter Pan", similmente alla saga di Alice.